# Rudolf Warnecke

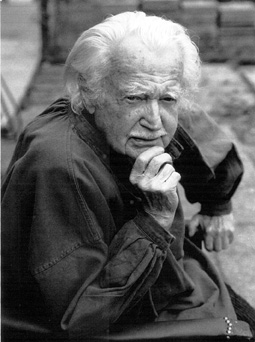
Rudolf Warnecke (1985)

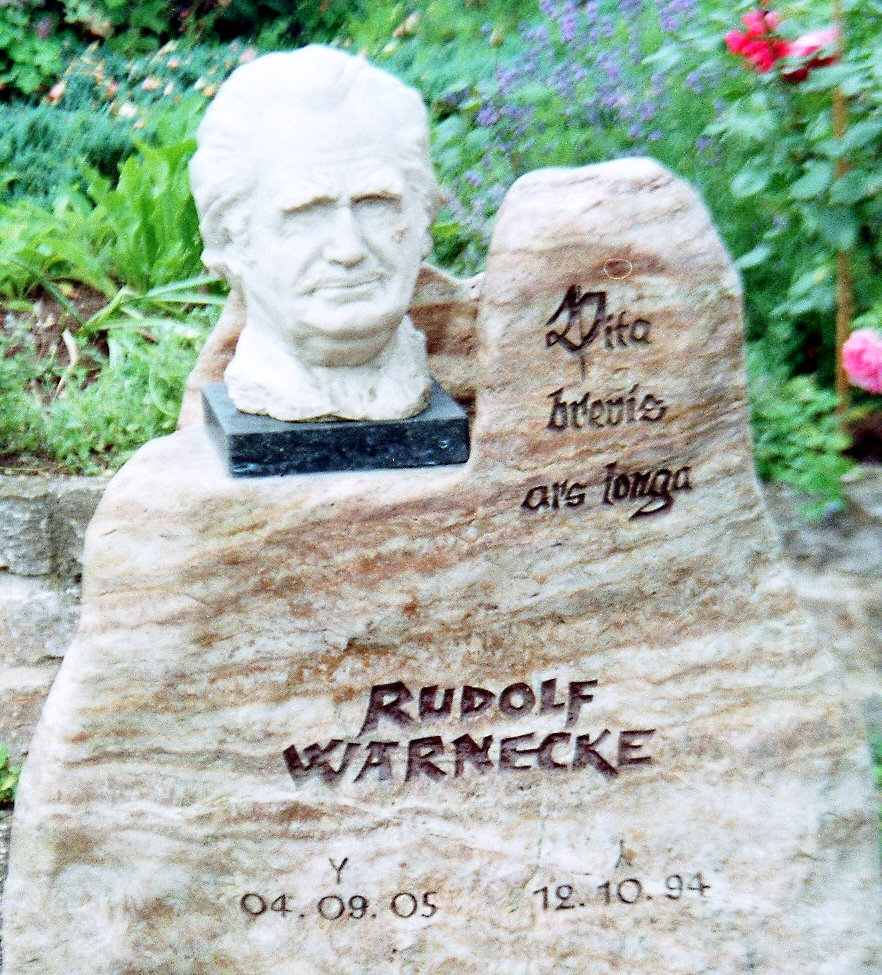
Grab Rudolf Warnecke in Ravenstein Merchingen

Rudolf Warnecke (* 4. September 1905 in Bautzen; † 12. Oktober 1994 in Ravenstein-Merchingen) war ein deutscher Grafiker und Holzschneider.

## Leben
Der Vater Warneckes war Architekt. Das Adressbuch führte ihn 1906/1907 als „Landbauamts-Bureauassistent“. Warnecke besuchte 1918 die Kunstanstalt der Gebrüder Weigang in Bautzen. 1923 gründete er gemeinsam mit dem Maler Karl W. Schmidt ein Atelier für Werbegrafik in Zittau. Ein Jahr später kam er als Pressezeichner in den Ostsachsendienst.
1926 studierte er an der Akademie für graphische Künste Leipzig in der Radierklasse bei Alois Kolb. Ab 1928 arbeitete er als Illustrator bei verschiedenen Verlagen. 1931 folgte die erste Publikation als Holzschneider „Der Holzschnitt“ im Körner-Verlag, Stuttgart.
Ab 1927 war Warnecke Mitglied im Lausitzer Künstlerbund und in der Freien Künstlervereinigung Bautzen. Das Bautzner Adressbuch nennt ihn 1938 als Maler und Grafiker in der Paulistraße 34. Er war 1933 in Bautzen auf der letzten Ausstellung der Arbeitsgemeinschaft der Lausitzer Bildenden Künstler vor der Machtergreifung der Nationalsozialisten mit fünf Illustrationen zu Die Rache des Königs von Richard Schlemmer vertreten.
Mit seinen 1933 entstandenen Arbeiten Alt-Bautzen, Lob der Arbeit; Mutterliebe und Totentanz wandte sich Warnecke dem freien Holzschnitt zu. Ein Jahr später erfolgte die erste Veröffentlichung im Abreißkalender Kunst und Leben vom Fritz Heyder Verlag, Berlin-Zehlendorf.
In der Zeit des Nationalsozialismus war Warnecke Mitglied der Reichskammer der bildenden Künste. 1936 gab es Ausstellungen mit Ankäufen der graphischen Kabinette Bautzen, Dresden, Leipzig, der Ruhmeshalle Görlitz und des Nationalmuseums Stockholm. 
Aufgrund Warneckes Weigerung, der NSDAP beizutreten, folgten die Kündigung der Position des Ausstellungsleiters im Stadtmuseum Bautzen und die Einberufung zur Wehrmacht. Er nahm am Zweiten Weltkrieg teil und wurde nach der Kriegsgefangenschaft 1945 im Lager Heilbronn in Dinkelsbühl ansässig. 1946 schuf er Porträts prominenter Persönlichkeiten: Apostolischer Nuntius Aloysius Muench, Marschall des Internationales Militärtribunal Nürnberg Robert H. Jackson, Matthias Wiemann, Marianne Hoppe, Hermann Claudius, Ludwig Tügel, Victor von Gostomski u. a.
1947 ermöglichten amerikanische und sowjetische Drucklizenzen für den Dohlen-Verlag in Dinkelsbühl und Römer-Verlag in Dresden erste Publikationen nach dem Krieg. 1949–1951 schuf er mehrere Sgraffito, vorwiegend an öffentlichen Gebäuden in der Bundesrepublik und des europäischen Auslandes wie z. B. Wandmalereien im Haus der Jugend in Tempelhof und Sgraffitos in Barksen, Westerland und Hörnum (Sylt). Reisen nach Sylt markierten den Beginn ganzjähriger Ausstellungen ab 1952 in Westerland und Kampen.
1959 erwarb Warnecke ein Anwesen in Dinkelsbühl als Atelierhaus mit Ausstellungsräumen. Ein Jahr später folgte die Einrichtung eines zweiten Ateliers in einem Turm in Crailsheim. Ab 1961 hielt Warnecke ganzjährige Porträt-Ausstellungen in Bad Mergentheim und wurde Grafiker des dort ansässigen Deutschherren-Verlages. Drei Jahre später fanden Porträt-Ausstellungen in Bad Pyrmont statt.
1966 heiratete Rudolf Warnecke seine Frau Friedlinde, aus dieser Ehe ging die Tochter Tatjana Warnecke hervor. Er ließ sich 1969 in Ravenstein-Merchingen nieder. 1975–77 folgten mehrere Ausstellungen in München und Crailsheim und eine Sonder-Ausstellung in Rothenburg ob der Tauber. 1980 erschien das Werkbuch „Mit Geißfuß und Stichel durch ein Künstlerleben – 100 Holzschnitte aus 6 Jahrzehnten“, Verlag der Galerie Ravenstein. 1981–1982 unternahm Warnecke Studienreisen nach Griechenland, Italien und Kalifornien, gefolgt von der Gemeinschaftsausstellung in Paso Robles (USA), Berlin und München zusammen mit Frans Masereel, A. Paul Weber und Josef Hegenbarth. 
Im Jahr darauf schuf er das 36 m große Wandgemälde „Bauernkrieg“ im Götzenschloß Ravenstein. 1985 erfolgten Jubiläums-Ausstellungen in München, Bautzen, Dinkelsbühl, Mölln und Kronach. Im gleichen Jahr wurde er Ehrenbürger der Stadt Ravenstein. 1989 schuf er das Porträt des Weltraumpioniers Hermann Oberth.
Einige Jahre vor seinem Tode wendete sich Warnecke künstlerisch wieder seiner Geburtsstadt Bautzen zu und schuf mit „Alt-Bautzen“ 20 großformatige Ölgemälde, das „Budissin’sches Mosaik“ mit 50 Illustrationen zur Geschichte von Bautzen, ihren Sagen und Originalen (Lusatia-Verlag, Bautzen), sowie eine Neuauflage von 20 Holzschnitten der mittelalterlichen Stadt Bautzen (Verlag der Galerie Ravenstein) anlässlich der Feierlichkeiten der tausendjährigen Stadt erschien.
Das Museum Bautzen besitzt eine große Zahl von Arbeiten Warneckes.

## Ehrungen
- Preisträger im Illustrationswettbewerb des Main-Presse-Verlages in Würzburg „Das Deutsche Volkslied“ (1950)
- Preisträger im Plakat-Wettbewerb der Stadt Dinkelsbühl (1951)
- Pygmalion-Medaille der Deutschen Wirtschaft in München (1988)
- Goldene Ehrennadel des Deutschen Sportbundes (1990)
- Auszeichnung mit der internationalen Goldmedaille „Recherche de la Qualité“ vom OSF Paris (1983)
- Goldener Ehrenring für bildende Kunst des Deutschen Kulturwerks Europäischen Geistes, München (1975)

## Sicher belegte Teilnahme an weiteren Ausstellungen in der Zeit des Nationalsozialismus
- 1935: Leipzig, Museum der Bildenden Künste („Deutsche Graphikschau“)
- 1940: Leipzig, Leipziger Kunstverein (Einzelausstellung mit Paul Stuckenbruck)
- 1940: Leipzig (Einzelausstellung mit Arthur Kampf und Karl Truppe)
- 1940: Hamburg („Deutsche Graphik“; Verkaufsausstellung)
- 1942: München ("Große Deutsche Kunstausstellung"; mit dem Holzschnitt "Stillende Mutter")[3]